# La Défense (metrostation)
La Défense er en station på metronettet i Paris og er endestation for metrolinje 1. Den ligger i kommunen Puteaux (Hauts-de-Seine).

## Stationen
Stationen er beliggende under Grande Arche og blev åbnet 1. april 1992 i forbindelse med forlængelsen af metrolinje 1 fra Pont de Neuilly til bykvarteret La Défense.
Den blev først kaldt "La Défense" og derpå "Grande Arche de La Défense", før den fik sit nuværende navn.
Det parisiske transportselskab RATP foretrak en linjeføring over jorden på Pont de Neuilly, hvilket var billigere end en tunnel under Seinen. Stationen Élysées La Défense, som planlægningsselskabet for Défence-området (EPAD) havde gjort forberedelse til i 1970'erne, er derfor forblevet ubenyttet.
Stationens perroner omgiver perronerne for RER, men i niveau -1 i forhold til dem. Første underetage under jorden (der fører til RER's perron) er derfor stationens centrale perron.
Stationen må ikke forveksles med RER-stationen La Défense (Grande Arche), eftersom denne ligger i takstzone 3, mens metrostationen ligger i byzone.
I 2004 var stationen placeret som nummer elleve blandt metronettets stationer efter antal passagerer, idet den benyttedes af 12,81 millioner brugere.

## Adgang
Der er adgang til metrostationen fra
- Grand Arche
- Dôme
- Quatre Temps
- Cnit
- Parvis
- Calder-Miró
- Coupole

## Trafikforbindelser
- RATP

## Omgivelser
- Grande Arche, som huser Ministeriet for økologi, energi, bæredygtig udvikling og arealanvendelse.
- CNIT – Center for ny industri og teknologi.
- Forretningsområdet La Défense med hovedkvarterer for store franske selskaber.
- Indkøbscentret Les Quatre Temps.
- På parkeringsområdet ved et hotel nær CNIT findes skulpturen Le pouce af César Baldaccini.

EU's europæiske dokumentationscenter lå her også, til det blev lukket i maj 2004.